# Johann Baptist von Schweitzer
Johann Baptist von Schweitzer (även Jean Baptista von Schweitzer), född 12 juli 1833 i Frankfurt am Main, död 28 juli 1875 i Giessbach vid Brienzsjön i Schweiz, var en tysk socialdemokrat och lustspelsförfattare.
Schweitzer var först advokat i Frankfurt am Main, men övergick till politiken och journalistiken. Han anslöt sig 1862 till den arbetarrörelse som grundats av Ferdinand Lassalle, efter vars död han valdes till president för de tyska arbetarföreningarna. Såväl i den av honom stiftade tidningen "Der Sozialdemokrat" som i Nordtyska förbundets riksdag, till vilken han invaldes 1867, arbetade han hänsynslöst för sina idéers främjande, men redan 1871 hade han mist sina anhängares förtroende och blev inte omvald, varefter han avgick som president för arbetarföreningarna och inriktade sig på att skriva skådespel. Flera av hans lustspel vann stort bifall, som till exempel Alcibiades (1858), Canossa (1872) och Epidemisch (1876). Han författade även den socialpolitiska romanen Lucinde oder Kapital und Arbeit (1864).